# 马尔科姆·麦高恩
马尔科姆·麦高恩（英語：Malcolm McGowan，1955年10月24日—），英国男子赛艇运动员。他曾代表英国参加1980年和1984年夏季奥林匹克运动会赛艇比赛，其中1980年奥运会获得一枚银牌。